# Teucholabis (Teucholabis) lipophleps
Teucholabis (Teucholabis) lipophleps is een tweevleugelige uit de familie steltmuggen (Limoniidae). De soort komt voor in het Neotropisch gebied.